# Припутень
При́путень (Columba palumbus) — птах родини голубових (Columbidae), дикий лісовий голуб, розміром трохи більший за свійського голуба. В Україні — гніздовий, перелітний, зимуючий вид.
Птах занесений до Бернської конвенції та інших природоохоронних документів.

## Опис
За розміром перевищує більшість інших голубів. Маса тіла 0,4-0,6 кг, довжина тіла 40-42 см, розмах крил 75-80 см. Статевий диморфізм не виражений. Дорослий птах має бурувато-сіре забарвлення. На боках шиї білі плями. Шия спереду і воло бурувато-рожеві, а шия ззаду і на боках із зелено-пурпуровим полиском. На крилі біла смуга. Махові пера бурі. Хвіст сірувато-бурий, на кінці темніший. Восковиця біла, а дзьоб червоний, на кінці жовтуватий. Ноги червоні. Райдужна оболонка ока жовта. Молодий птах має бурувате забарвлення оперення, а райдужна оболонка ока світло-коричнева. У польоті помітна поперечна біла смуга — «шеврон» на кожному крилі. При зльоті гучно ляскає крилами.

## Голос і поведінка
На світанку можна почути гучне вуркотіння припутнів «кру-кууу-ку-куку, кру-кууу-ку-куку». Політ енергійний, при зльоті видає різкий свист крилами, подібно до бурого голуба. Під час розмноження поводиться таємно, ховаючись в густому листі дерев і замовкаючи при наближенні тварин і людини. Шукає корм тут же в безпосередній близькості від гнізда на землі. На перельоті ще більш обережний, зазвичай зупиняючись на недоступних для інших тварин ландшафтах.

## Поширення та місця існування
Типово тримається у хвойних лісах та парках від Скандинавії до середньої частини Гімалайських гір. 
В Україні в останні десятиліття оселяються в межах населених пунктів — у парках, лісопарках, поблизу людських осель. У гніздовий період літають зазвичай попарно, не скопичуються в зграї на відміну від сизих голубів. 
На півночі — перелітний, на півдні — осілий птах.

## Гніздування
Весняний приліт припутнів на місця гніздування в Україні триває починаючи з початку березня до початку-середини квітня. Гніздиться на гілках дерев. Гніздо пухке, зазвичай кладка складається з двох яєць. Вона зустрічається в гніздах припутнів не раніше кінця квітня. Насиджують і самець і самка, причому вони сідають на гніздо вже після відкладання першого яйця. Насиджування триває 17—18 днів. Пташенята вилуплюються сліпими і вкритими рідким пухом, залишають гніздо через три тижні. Деякі пари мають дві кладки протягом року. При побудові гнізда птахи обережні, легко можуть покинути недобудоване гніздо або гніздо з яйцями бувши потривоженими. Насиджування починається після другого яйця, у процесі беруть участь як самець, так і самиця. Самець регулярно змінює самку в 10-11 год ранку і сидить до 16-17 год, що продовжується також і в перші 5-7 днів після вилуплення пташенят. Самець перед зміною недалеко від гнізда напівголосно вуркотить. У середині чи в кінці інкубаційного періоду, а також в перші 5-7 днів після вилуплення пташенят потривожені батьки можуть відводити від гнізда, імітуючи поранену або хвору птицю.

## Живлення
Припутні споживають переважно насіння ялини, сосни, гороху, пшениці, ячменю, жолуді та насіння бур'янів, а також зелені листочки різних рослин, зокрема конюшини; іноді в їх шлунках трапляються молюски.

## Охорона
Стан більшості природних популяцій виду в межах ареалу залишається більш-менш стабільним. Саме тому він, згідно з Червоним списому МСОП, отримав охоронний статус «відносно благополучний вид». Але в окремих регіонах спостерігається тенденція до зниження чисельності популяції виду, що потребує запровадження спеціальних охоронних заходів. Тому припутень занесений до Додатку ІІІ Бернської конвенції (охоронна категорія: вид підлягає охороні), а також до Директиви Європейського союзу 2009/147/ЄС про захист диких птахів (Додаток ІІ. Види птахів,  полювання на яких регулюється національним законодавством країн). Як елемент біорізноманіття охороняється на багатьох природоохоронних територіях Європи, у тому числі України.

## Практичне значення
В Україні припутень є об'єктом регульованого полювання.

## Галерея

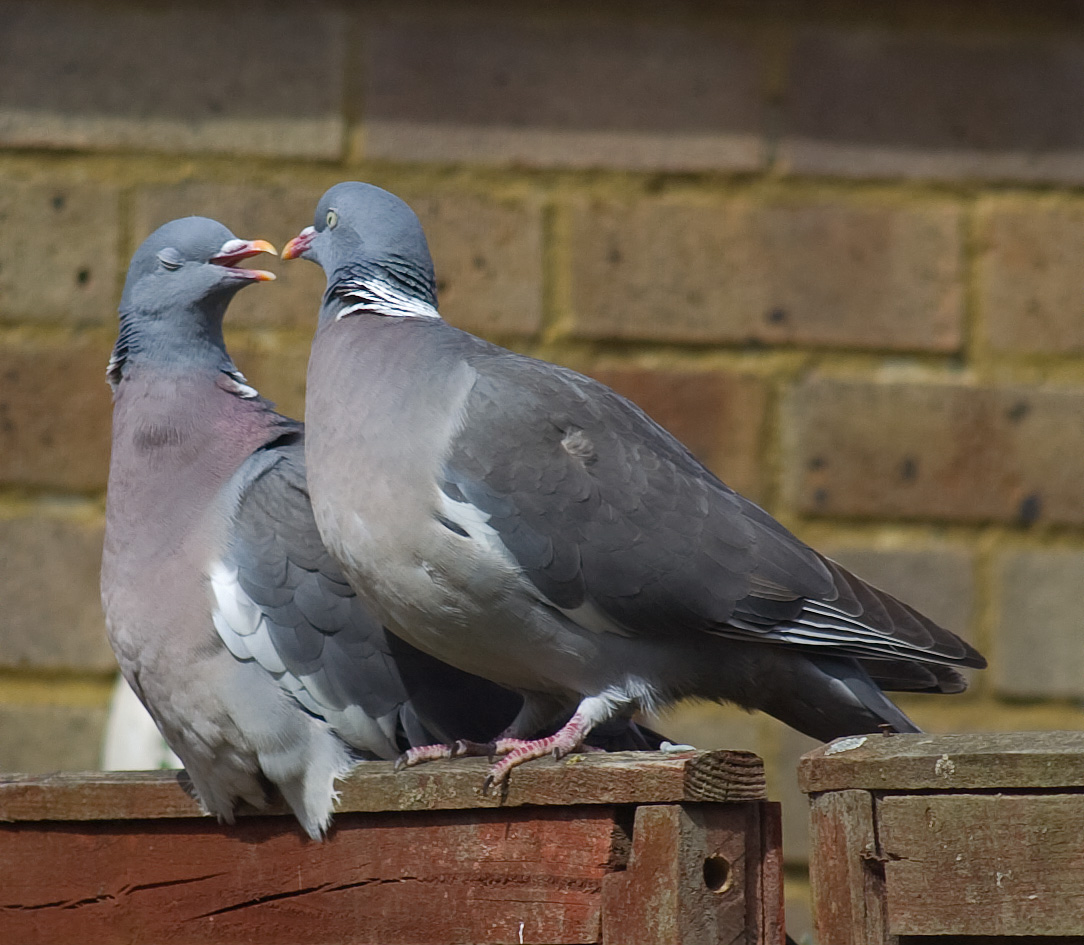
Пара доглядає один за одним.
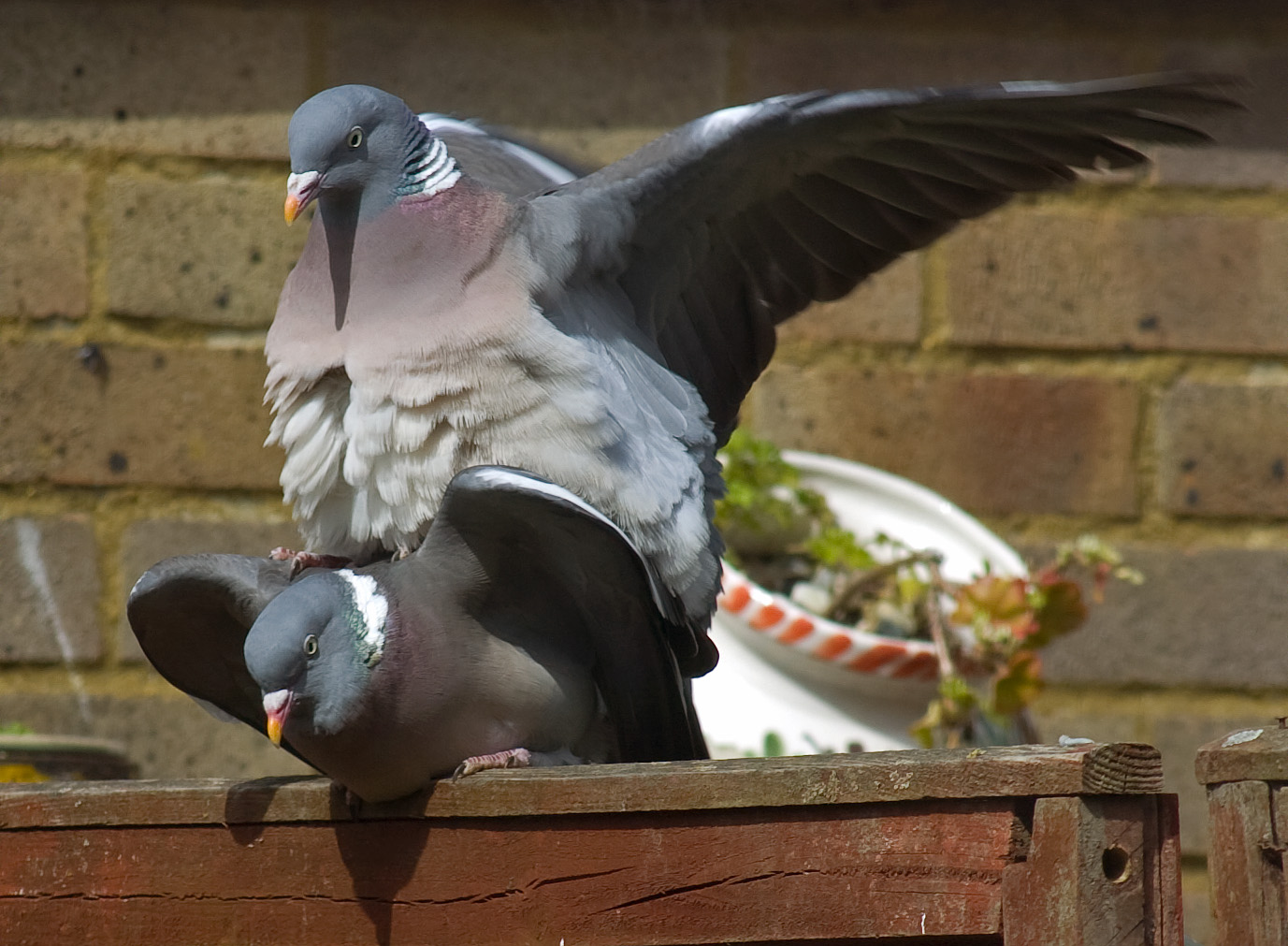
Парування припутнів
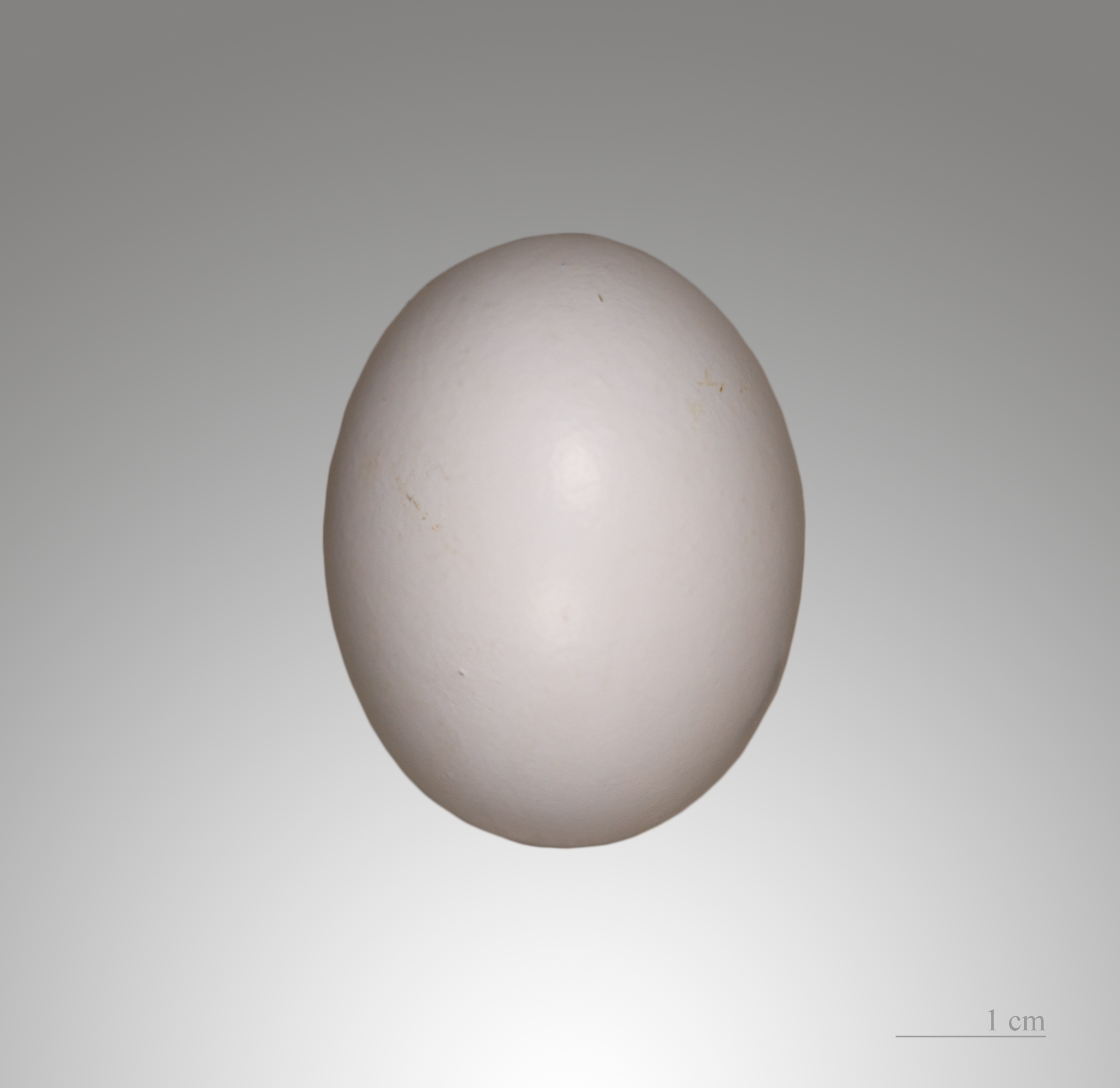
Яйце припутня в оологічній колекції
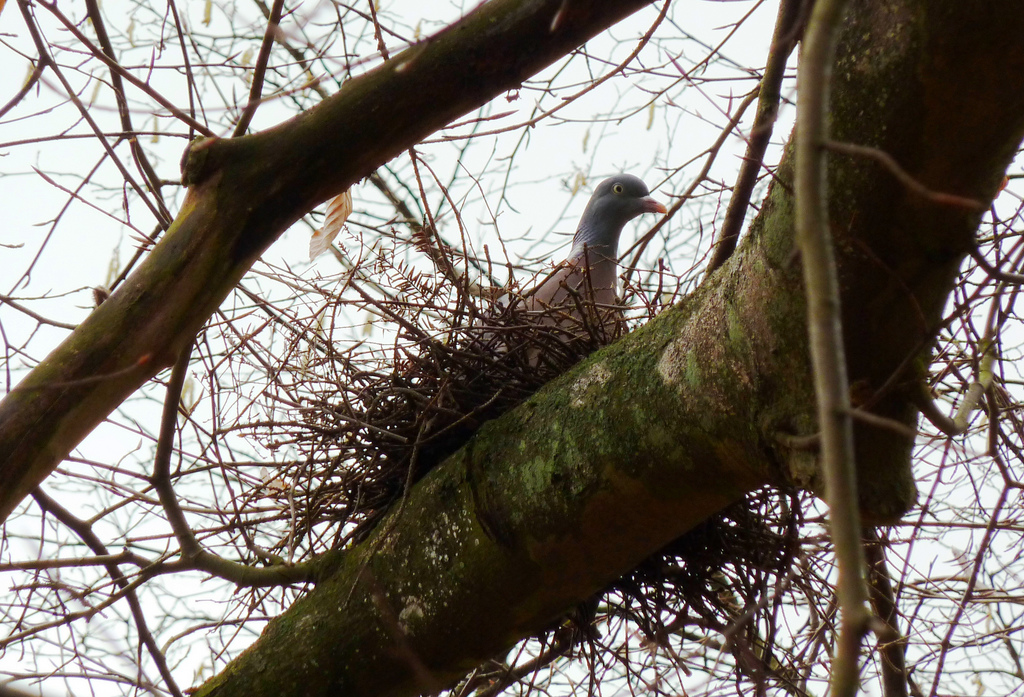
Припутень в гнізді
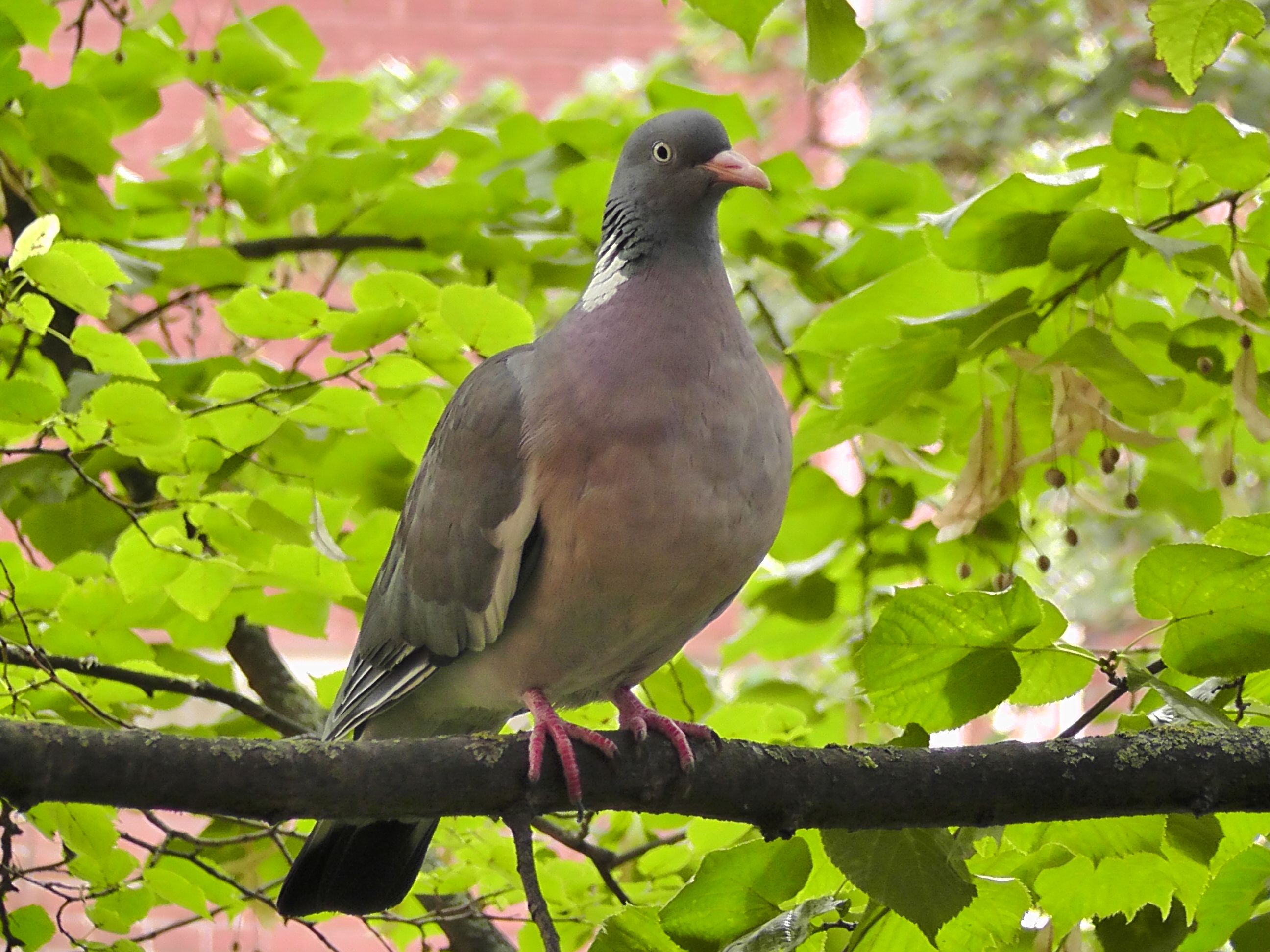
Припутень
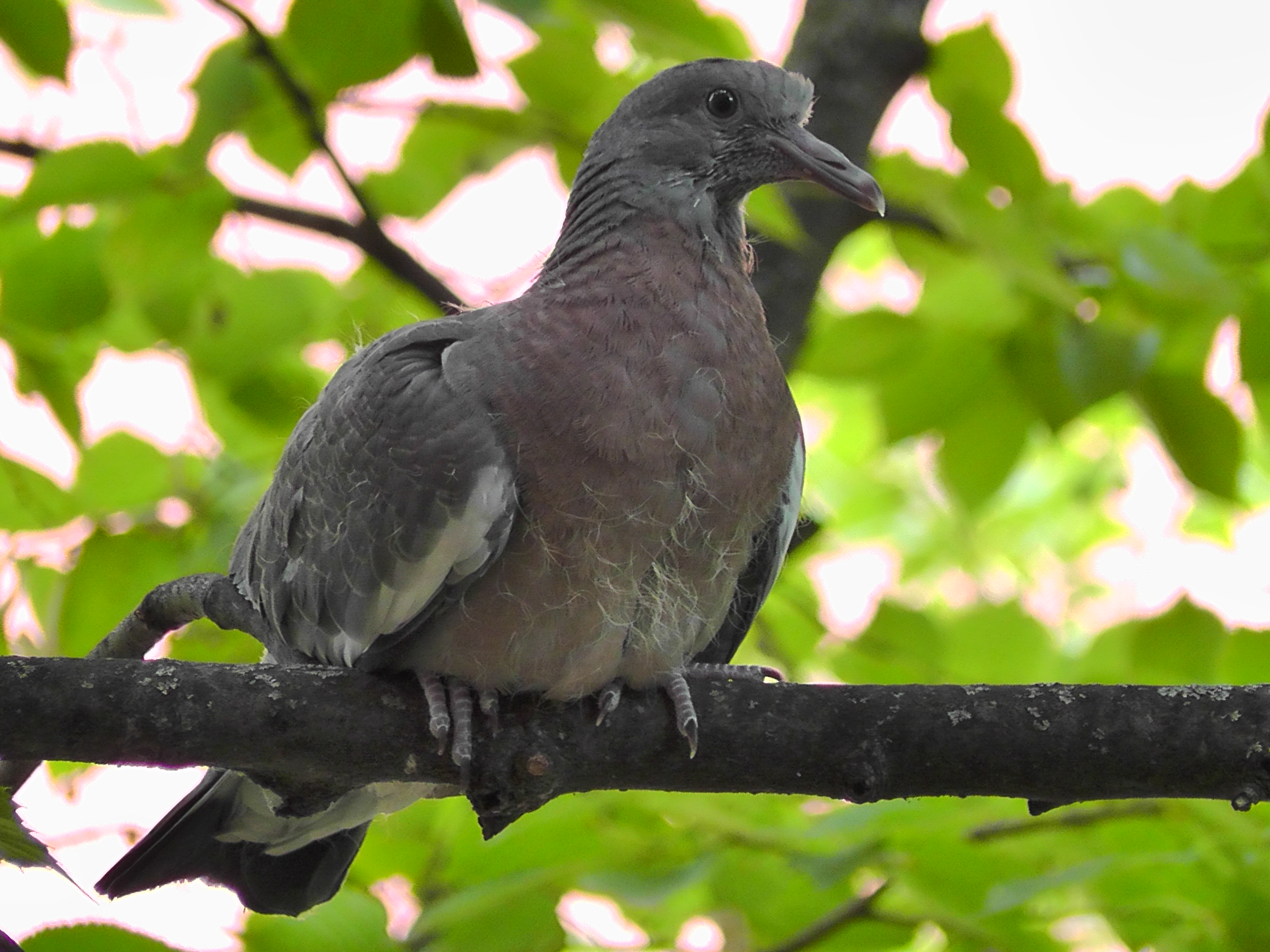
Пташеня припутня спереду
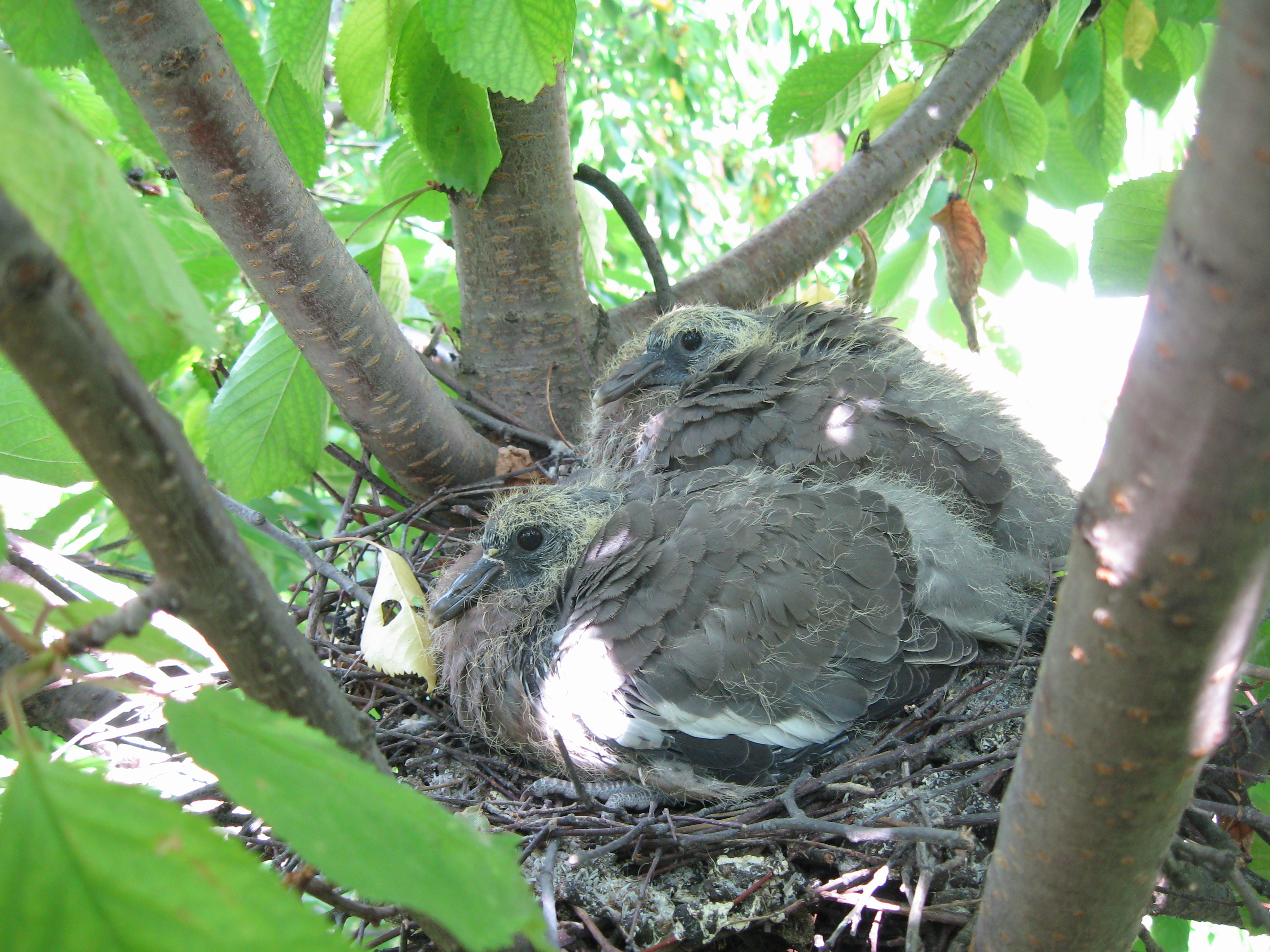
Пташенята припутня. (м. Вінниця, Україна)